# Чубра
Чу́бра (болг. Чубра) — село в Бургаській області Болгарії. Входить до складу общини Сунгурларе.

## Населення
За даними перепису населення 2011 року у селі проживала 581 особа.
Національний склад населення села:
| Національність   | Кількість осіб | Відсоток |
| ---------------- | -------------- | -------- |
| болгари          | 271            | 47,0%    |
| цигани           | 270            | 46,9%    |
| турки            | 6              | 1,0%     |
| Всього відповіли | 576            |          |

Розподіл населення за віком у 2011 році:
Динаміка населення: